# Hugo Höllenreiner
Hugo Adolf Höllenreiner (Múnich; 15 de septiembre de 1933 - 10 de junio de 2015) es un sobreviviente del Porraimos de los nazis.

## Vida
Hugo Höllenreiner recibió su segundo nombre “Adolf” para protegerlo contra la amenaza nazi. Sin embargo, fue deportado al campo de concentración de Auschwitz, donde Josef Mengele realizó experimentos médicos con él y su hermano. Hugo Höllenreiner fue deportado al campo de concentración de Ravensbrück, Mauthausen y Bergen-Belsen.
Todos sus cinco hermanos y sus padres sobrevivieron. Desde los 90, Hugo Höllenreiner da conferencias sobre su vivencias. Fijando su residencia en Ingolstadt.
Recibirá el Austrian Holocaust Memorial Award en mayo de 2013.

## Literatura, películas y música
La escritora Anja Tuckermann contó su historia en el libro “Denk nicht, wir bleiben hier” y fue premiada en Alemania por este libro. También hay una película documental de su vida llamado "Angelus Mortis". En el 2008 Adrian Coriolan Gaspar tenía unas entrevistas con Höllenreiner y entonces ha compuesto la obra orquestal "Symphonia Romani - Bari Duk" usando sus recuerdos.

## Literatura
- Anja Tuckermann: "Denk nicht, wir bleiben hier!" Die Lebensgeschichte des Sinto Hugo Höllenreiner. Carl Hanser Verlag, Múnich, 2005
- Anja Tuckermann: Mano. Der Junge, der nicht wusste, wo er war. Carl Hanser Verlag, Múnich, 2008
- Frederick Obermaier Jeden Tag den Tod vor Augen En: Wochenendbeilage del Donaukurier (15, 16 de abril de 2006)